# Ilse Beyers
Ilse Beyers (Gent, 1971) is een Belgisch redactrice en auteur.

## Levensloop
Beyers studeerde aan de Katholieke Vlaamse Hogeschool te Antwerpen, alwaar ze afstudeerde als vertaler-tolk Engels-Spaans.
Vervolgens ging ze aan de slag bij het tijdschrift Joepie van uitgeverij Sparta, waarvan ze in 1995 hoofdredacteur werd. In 2000 ging ze aan de slag bij VT4 als development manager en vervolgens programmadirecteur.
In 2003 keerde ze terug naar Magnet Magazines (de voormalige uitgeverij Sparta) en volgde ze Vic Dennis op als hoofdredacteur van Dag Allemaal, een functie die ze uitoefende tot 2015. Ze werd in deze hoedanigheid opgevolgd door Ditte Van de Velde.